# Список территориальных органов федеральной власти (Екатеринбург)
По указу президента России № 849 от 13 мая 2000 года Екатеринбург наделён статусом центра Уральского федерального округа, здесь располагается аппарат полномочного представителя президента в Уральском Федеральном округе, который является высшим должностным лицом в округе и входит в состав Администрации Президента.
Также в Екатеринбурге располагаются 35 территориальных отделений федеральных органов исполнительной власти, чья юрисдикция распространяется не только на Свердловскую область, но и на другие регионы Урала и Поволжья.

## Органы власти, юрисдикция которых распространяется на территориюУральского федерального округа
- Представительство Министерства иностранных дел Российской Федерации в городе Екатеринбурге.
- Главное управление МВД России по Уральскому федеральному округу.
- Управление Министерства юстиции России по Уральскому федеральному округу.
- Уральское таможенное управление.
- Уральское межрегиональное территориальное управление Федерального агентства по техническому регулированию и метрологии.
- Управление Федеральной службы исполнения наказаний Российской Федерации по Уральскому федеральному округу.
- Уральскоe региональноe командованиe внутренних войск Министерства внутренних дел Российской Федерации.
- Управление Федеральной службы по техническому и экспортному контролю по Уральскому федеральному округу
- Управление Государственной фельдъегерской службы Российской Федерации по Уральскому федеральному округу
- Региональное пограничное управление Федеральной службы безопасности Российской Федерации по Уральскому федеральному округу
- Управление по Уральскому федеральному округу Федеральной службы Российской Федерации по контролю за оборотом наркотиков
- Управление специальной связи и информации Федеральной службы охраны Российской Федерации в Уральском федеральном округе
- Территориальное управление Федеральной службы по надзору за соблюдением законодательства в области охраны культурного наследия по Уральскому федеральному округу
- Уральское межрегиональное территориальное управление по гидрометеорологии и мониторингу окружающей среды
- Департамент Федеральной службы по надзору в сфере природопользования по Уральскому федеральному округу
- Уральское межрегиональное территориальное управление  по надзору за ядерной и радиационной безопасностью Федеральной службы по экологическому, технологическому и атомному надзору
- Межрегиональное территориальное управление технологического и экологического надзора по Уральскому федеральному округу
- Департамент по недропользованию по Уральскому федеральному округу
- Уральское межрегиональное территориальное управление Федерального агентства по техническому регулированию и метрологии
- Департамент лесного хозяйства по Уральскому федеральному округу
- Уральское межрегиональное управление Федеральной аэронавигационной службы
- Уральское управление государственного автодорожного надзора Федеральной службы по надзору в сфере транспорта
- Уральское управление государственного авиационного надзора Федеральной службы по надзору в сфере транспорта
- Уральское окружное территориальное управление Федерального агентства воздушного транспорта
- Межрегиональная инспекция Федеральной налоговой службы России по Уральскому федеральному округу
- Инспекция страхового надзора по Уральскому федеральному округу
- Управление Федерального агентства по государственным резервам по Уральскому федеральному округу
- Региональное управление Федерального агентства по энергетике по Уральскому федеральному округу
- Межрегиональное управление Федеральной службы по финансовому мониторингу по Уральскому федеральному округу
- Региональное отделение Федеральной службы по финансовым рынкам в Уральском федеральном округе

## Органы власти, юрисдикция которых распространяется на территорию Уральского федерального округа и(или) других регионов
- Командование и штаб Приволжско-Уральского военного округа (охватывает территорию УрФО, а также Кировской, Самарской, Саратовской, Оренбургской, Пензенской, Ульяновской областей, Республик Башкортостан, Марий Эл, Мордовии, Татарстана, Удмуртии, Чувашии и Пермского края).
- Приволжско-Уральский региональный центр МЧС России.
- Управление ФСБ России по Приволжско-Уральскому военному округу
- Уральское территориальное управление Федерального агентства железнодорожного транспорта (Уральский федеральный округ, а также Пермский край и Оренбургская область).
- Уральское Управление государственного железнодорожного надзора Федеральной службы по надзору в сфере транспорта
- Территориальное управление Министерства экономического развития России по Уральскому региону (Уральский федеральный округ, а также Пермский край, Оренбургская область, республики Башкортостан и Удмуртия).
- Федеральный арбитражный суд Уральского округа (осуществляет проверку решений, принятых арбитражными судами Курганской, Оренбургской, Свердловской, Челябинской областей, республик Башкортостан, Удмуртия, и Пермского края).[3]
- Территориальное управление Минпромторга России по Уральскому району